# Peromyscus melanocarpus
Peromyscus melanocarpus är en däggdjursart som beskrevs av Wilfred Hudson Osgood 1904. Peromyscus melanocarpus ingår i släktet hjortråttor och familjen hamsterartade gnagare. IUCN kategoriserar arten globalt som starkt hotad. Inga underarter finns listade i Catalogue of Life.
Arten når en kroppslängd (huvud och bål) av 100 till 130 mm och en svanslängd av 100 till 133 mm. Den har 28 till 30 mm långa bakfötter. Den långa och mjuka pälsen är på ovansidan mörkbrun och på undersidan svartaktig med några ljusa ställen. Svansens hår är korta och likaså svartaktiga. Under svansens hår finns fjäll. Honor har fyra spenar som ligger vid ljumsken.
Denna gnagare förekommer i bergstrakter i delstaten Oaxaca i södra Mexiko. Den vistas i regioner som ligger 1500 till 2500 meter över havet. Habitatet utgörs av regnskogar och städsegröna molnskogar. Vanligen finns en tät växtlighet av örter och bambu mellan träden.
Honor kan bli brunstiga hela året men de flesta ungar föds mellan mars och juni. Dräktigheten varar cirka en månad och sedan föds 1 till 3 ungar. Ungarna föds blinda och döva. Deras utveckling är ganska långsam. Öronens öppning öppnas efter cirka 2,5 veckor och ögonen efter cirka 3 veckor. Kort efteråt slutar honan med digivning. Könsmognaden infaller för honor efter 70 till 98 dagar och för hannar efter 86 till 154 dagar. Hos exemplar som hölls i fångenskap var hannar tidvis delaktig i ungarnas uppfostring.